# Heimatschutzarchitektur
Heimatschutzarchitektur was een architectuurstroming in Duitsland die opgang vond vanaf 1905 en tot ongeveer 1960 toepassing vond in de bouw van nederzettingen, woningen, tuininrichting, industriële gebouwen, kerken en monumenten.

## Nederland

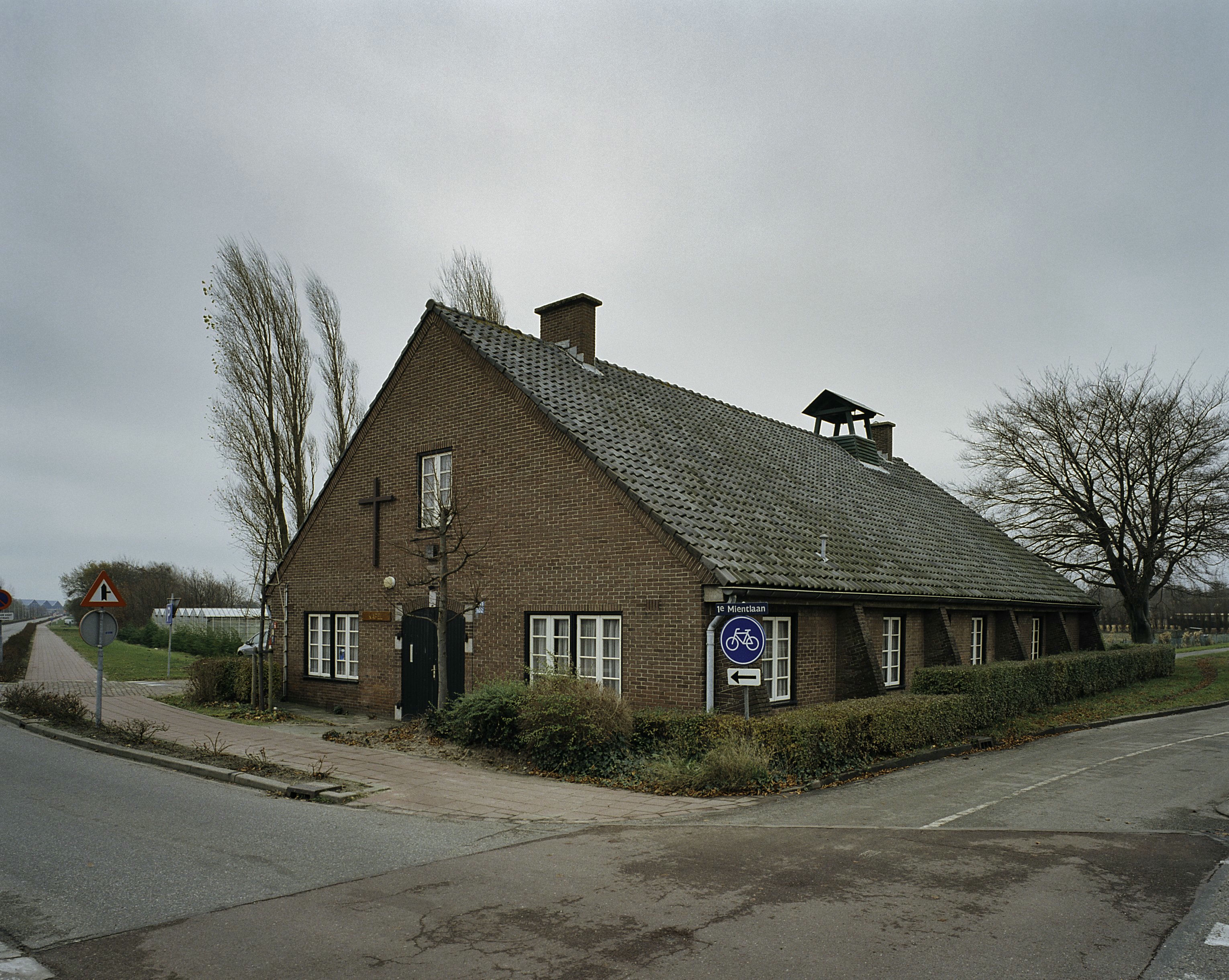
Voormalige kapel van Vliegkamp Valkenburg, gemeentelijk monument

In Nederland was de bouwstijl van betekenis voor de bunkerbouw gedurende de Duitse bezetting van 1940-1945. Bunkers werden vermomd als boerderijen of als complete gebouwencomplexen in de vorm van brinkdorpjes met bijbehorende in het landschap aangepaste infrastructuur. 

### Voorbeelden
- bebouwing Vliegveld Deelen (Fliegerhorst Deelen);
- bebouwing op camping De Hooge Veluwe (Divisionsdorf) in Schaarsbergen;
- vroegere bebouwing van de werkplaatsen van het Marine Elektronisch en Optisch Bedrijf te Oegstgeest;
- bebouwing van het Vliegkamp Valkenburg in Valkenburg (ZH);
- bunkerdorp Groede (Stützpunkt Groede);
- de "Seyss-Inquart" bunker in Den Haag met dak van “dakpannen”;
- camouflagebunker tussen Groot-Abeele en Middelburg;
- boerderijdorp Oirschotsedijk Eindhoven.
- Telefooncentrale Eelde